# Conifa
Conifa (Confederation of Independent Football Associations) är en fotbollsorganisation för lag från nationer och etniska minoriteter som inte är medlemmar i FIFA som grundades 2013.

## Världsmästerskapet

### Turneringar
| År   | Värdnation      | Final                                                 | Final                                                 | Final                                                 | Match om tredjepris                                   | Match om tredjepris                                   | Match om tredjepris                                   |
| År   | Värdnation      | Vinnare                                               | Resultat                                              | Tvåa                                                  | Trea                                                  | Resultat                                              | Fyra                                                  |
| ---- | --------------- | ----------------------------------------------------- | ----------------------------------------------------- | ----------------------------------------------------- | ----------------------------------------------------- | ----------------------------------------------------- | ----------------------------------------------------- |
| 2014 | Sápmi (Sverige) | Nice                                                  | 0–0 (5–3 str.)                                        | Ellan Vannin                                          | Arameiska/syrianska                                   | 4–1                                                   | Sydossetien                                           |
| 2016 | Abchazien       | Abchazien                                             | 1–1 (6–5 str.)                                        | Panjab                                                | Nordcypern                                            | 4–0                                                   | Padanien                                              |
| 2018 | Barawa          | Kárpátalja                                            | 0–0 (3–2 str.)                                        | Nordcypern                                            | Padanien                                              | 0–0 (5–4 str.)                                        | Seklerlandet                                          |
| 2020 | Nordmakedonien  | Turneringen inställd på grund av coronavirusutbrottet | Turneringen inställd på grund av coronavirusutbrottet | Turneringen inställd på grund av coronavirusutbrottet | Turneringen inställd på grund av coronavirusutbrottet | Turneringen inställd på grund av coronavirusutbrottet | Turneringen inställd på grund av coronavirusutbrottet |
| 2024 | Mexiko          |                                                       | –                                                     |                                                       |                                                       | –                                                     |                                                       |

### Deltaganden
| Världsmästerskap ► Deltagande landslag ▼ | 2014 · | 2016 · | 2018 · | 2022 · | Antal VM |
| ---------------------------------------- | ------ | ------ | ------ | ------ | -------- |
| Abchazien                                | 8      | 1      | 9      |        | 3        |
| Arameiska/syrianska                      | 3      |        |        |        | 1        |
| Barawa                                   | 0      | 0      | 8      |        | 1        |
| Chagosöarna                              | 0      | 12     |        |        | 1        |
| Cascadia                                 | 0      | 0      | 6      |        | 1        |
| Darfur                                   | 12     |        |        |        | 1        |
| Ellan Vannin                             | 2      | 0      | 16     |        | 2        |
| Förenade Koreaner i Japan                | 0      | 7      | 11     |        | 2        |
| Kabylien                                 | 0      | 0      | 10     |        | 1        |
| Kárpátalja                               | 0      | 0      | 1      |        | 1        |
| Kurdistan                                | 6      | 8      |        |        | 2        |
| Matabeleland                             | 0      | 0      | 13     |        | 1        |
| Nagorno-Karabach                         | 9      |        |        |        | 1        |
| Nice                                     | 1      |        |        |        | 1        |
| Nordcypern                               | 0      | 3      | 2      |        | 2        |
| Occitanien                               | 7      |        |        |        | 1        |
| Padanien                                 | 5      | 4      | 3      |        | 3        |
| Panjab                                   | 0      | 2      | 5      |        | 2        |
| Raetien                                  | 0      | 11     |        |        | 1        |
| Sápmi                                    | 10     | 5      |        |        | 2        |
| Seklerlandet                             | 0      | 9      | 4      |        | 2        |
| Somaliland                               | 0      | 10     |        |        | 1        |
| Sydossetien                              | 4      |        |        |        | 1        |
| Tamil Eelam                              | 11     | 0      | 14     |        | 2        |
| Tibet                                    | 0      | 0      | 12     |        | 1        |
| Tuvalu                                   | 0      | 0      | 15     |        | 1        |
| Västarmenien                             | 0      | 6      | 7      |        | 2        |
| Antal deltagande lag                     | 12     | 12     | 16     | 16     |          |

## Europamästerskapet

### Turneringar
| År   | Värdnation       | Final       | Final          | Final        | Match om tredjepris | Match om tredjepris | Match om tredjepris |
| År   | Värdnation       | Vinnare     | Resultat       | Tvåa         | Trea                | Resultat            | Fyra                |
| ---- | ---------------- | ----------- | -------------- | ------------ | ------------------- | ------------------- | ------------------- |
| 2015 | Seklerlandet     | Padanien    | 4–1            | Nice         | Ellan Vannin        | 1–1 (5–3 str.)      | Felvidék            |
| 2017 | Nordcypern       | Padanien    | 1–1 (3–2 str.) | Nordcypern   | Seklerlandet        | 3–1                 | Abchazien           |
| 2019 | Nagorno-Karabach | Sydossetien | 1–0            | Västarmenien | Abchazien           | 0–0 (5–4 str.)      | Tsamerien           |
| 2022 | Nice             |             | –              |              |                     | –                   |                     |
| 2023 | Nordcypern       |             | –              |              |                     | –                   |                     |

### Deltaganden
X indikerar att nationen är kvalificerad för EM 2022.
| Världsmästerskap ► Deltagande landslag ▼ | 2015 · | 2017 · | 2019 · | 2022 · | Antal EM |
| ---------------------------------------- | ------ | ------ | ------ | ------ | -------- |
| Abchazien                                | 0      | 4      | 3      | X      | 2        |
| Bägge Sicilierna                         | 0      | 0      | 0      | X      | 0        |
| Cornwall                                 | 0      | 0      | 0      | X      | 0        |
| Ellan Vannin                             | 3      | 6      |        |        | 2        |
| Felvidék                                 | 4      | 7      |        |        | 2        |
| Kárpátalja                               | 0      | 5      |        |        | 1        |
| Nagorno-Karabach                         | 0      | 0      | 5      | X      | 1        |
| Nice                                     | 2      | 0      | 0      | X      | 1        |
| Nordcypern                               | 0      | 2      |        |        | 1        |
| Padanien                                 | 1      | 1      | 6      | X      | 3        |
| Romer                                    | 5      | 0      | 0      |        | 1        |
| Sápmi                                    | 0      | 0      | 7      | X      | 1        |
| Sardinien                                | 0      | 0      | 0      | X      | 0        |
| Seklerlandet                             | 6      | 3      | 8      | X      | 3        |
| Sydossetien                              | 0      | 8      | 1      | X      | 2        |
| Tsamerien                                | 0      | 0      | 4      | X      | 1        |
| Västarmenien                             | 0      | 0      | 2      | X      | 1        |
| Antal deltagande lag                     | 6      | 8      | 8      | 12     |          |

## Medlemmar
- Afrika (4)
  -  Biafra
  -  Kabylien
  -  Katanga
  -  Yoruba
- Asien (7)
  -  Förenade Koreaner i Japan
  -  Kashmir
  -  Kurdistan
  -  Panjab
  -  Tamil Eelam
  -  Tibet
  -  Västpapua
- Europa (18)
  -  Abchazien
  -  Bägge Sicilierna
  -  Cornwall
  -  Elba
  -  Ellan Vannin
  -  Kárpátalja
  -  Nagorno-Karabach
  -  Nordcypern (dam)
  -  Padanien
  -  Raetien
  -  Sápmi (dam)
  -  Sardinien
  -  Seklerlandet
  -  Sicilien
  -  Sydossetien
  -  Ticino
  -  Tsamerien
  -  Västarmenien
- Nordamerika (3)
  -  ANBM
  -  Cascadia
  -  Kuskatan
- Oceanien (1)
  -  Hawaii
- Sydamerika (5)
  -  Armenien-Argentina
  -  Aymara
  -  Maule Sur
  -  Mapuche
  -  São Paulo

### Tidigare medlemmar
- Arameiska/syrianska[1]
- Barawa[2]
- Barotseland[3]
- Basotho[4]
- Darfur (dam)[5]
- Chagosöarna[6]
- Délvidék[7]
- Donetsk[8]
- Felvidék[9]
- Franken[10]
- Grönland[11]
- Helgoland[12]
- Jersey[13]
- Karen (dam)[14]
- Kiribati[15]
- Krim[16]
- Lazistan[17]
- Lezginer[18]
- Lugansk[19]
- Mariya[20]
- Matabeleland (dam)[21]
- Monaco[22]
- Nice[23]
- Occitanien (dam)[24]
- Påskön[25]
- Québec[26]
- Rohingyer[27]
- Romer[28]
- Ryukyuöarna[29]
- Skåneland[30]
- Somaliland[31]
- Transnistrien[32]
- Tuvalu[33]
- Uigurer[34]
- Västsahara[35]
- Yorkshire[36]
- Zanzibar[37]
- Östturkestan[38]

## Andra icke-FIFA-organisationer
- IGA, Island Games Association, grundat 1985.
- FIFI, Federation of International Football Independents, anordnade FIFI Wild Cup 2006.
- MFA, Micronational Football Association, grundat 2009.